# Mercan'Tour Classic Alpes-Maritimes 2024
La Mercan'Tour Classic Alpes-Maritimes 2024, quarta edizione della corsa, valida come evento dell'UCI Europe Tour 2024 categoria 1.1 e come tredicesima prova della Coppa di Francia 2024, si svolse il 29 maggio 2024 su un percorso di 168,2 km, con partenza da Puget-Théniers e arrivo a Valberg, in Francia. La vittoria fu appannaggio del francese Lenny Martinez, il quale completò il percorso in 4h49'28", alla media di 34,864 km/h, precedendo il connazionale Clément Berthet e il belga Harm Vanhoucke.
Sul traguardo di Valberg 63 ciclisti, dei 94 partiti da Puget-Théniers, portarono a termine la competizione.

## Squadre e corridori partecipanti
| N.    | Cod. | Squadra                    |
| ----- | ---- | -------------------------- |
| 1-7   | EFE  | EF Education-EasyPost      |
| 11-16 | COF  | Cofidis                    |
| 21-27 | GFC  | Groupama-FDJ               |
| 31-37 | ARK  | Arkéa-B&B Hotels           |
| 41-46 | DAT  | Decathlon AG2R La Mondiale |
| 51-57 | MOV  | Movistar Team              |
| 61-67 | AST  | Astana Qazaqstan Team      |
| 71-77 | IPT  | Israel-Premier Tech        |

| N.      | Cod. | Squadra                    |
| ------- | ---- | -------------------------- |
| 81-86   | LTD  | Lotto Dstny                |
| 91-95   | TEN  | TotalEnergies              |
| 101-107 | BBH  | Burgos-BH                  |
| 111-116 | EKP  | Equipo Kern Pharma         |
| 121-126 | NMC  | Nice Métropole Côte d'Azur |
| 131-137 | AUB  | St Michel-Mavic-Auber93    |
| 141-146 | UCN  | CIC U Nantes Atlantique    |

## Ordine d'arrivo (Top 10)
| Pos. | Corridore          | Squadra   | Tempo    |
| ---- | ------------------ | --------- | -------- |
| 1    | Lenny Martinez     | Groupama  | 4h49'28" |
| 2    | Clément Berthet    | Decathlon | a 10"    |
| 3    | Harm Vanhoucke     | Lotto     | a 15"    |
| 4    | Iván Sosa          | Movistar  | s.t.     |
| 5    | Gregor Mühlberger  | Movistar  | a 28"    |
| 6    | Guillaume Martin   | Cofidis   | a 30"    |
| 7    | George Bennett     | Israel    | a 31"    |
| 8    | José Manuel Díaz   | Burgos    | a 38"    |
| 9    | Lukas Nerurkar     | EF        | a 1'01"  |
| 10   | Matthew Riccitello | Israel    | a 1'03"  |